# Корнилий Крыпецкий
Корни́лий Кры́пецкий (в миру Лука Поляков; 1841 — 28 декабря 1902 (10 января 1903)) — монах Русской православной церкви, насельник Крыпецкого монастыря, где провёл всю сознательную жизнь.
Канонизирован Русской православной церковью в лике преподобного. Память в православной церкви — 28 декабря (10 января).

## Жизнеописание
Родился в 1841 году в деревне Великое село Кривовицкого прихода Вышнегалковской волости, что в восьми километрах от города Пскова.
В ранней молодости ушёл в Крыпецкий монастырь, всегда соблюдал послушание. Любовью своей удивлял он людей. Любимыми словами старца были: «Другому пожелаешь — себе получишь!». Большое количество население просило его предсказывать будущее, в чём он никому не отказывал.

## Почитание и канонизация

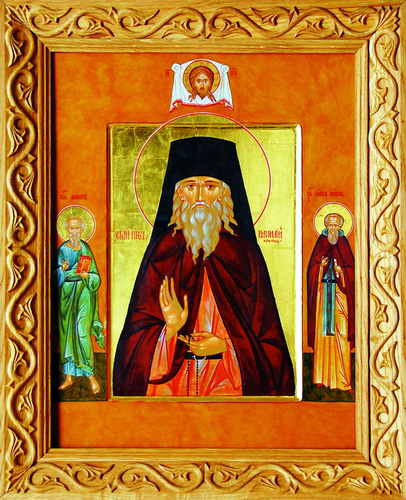
Икона Корнилия Крыпецкого

В 1917—1918 годах на Крыпецкий монастырь напали серебряковцы[кто?], разграбив его. После этого события игумен Нафанаил созвал братию на совет о дальнейших действиях. Все согласились исполнить волю Корнилия, который давно предсказал о серебряковцах. При открытой могиле была отслужена панихида.
В 1943—1944 годах поднимался вопрос о перекладывании преподобного Корнилия, но военное время не позволило совершить это намерение.
8 сентября 1998 года останки блаженного монаха Корнилия были переложены в новый гроб. С того времени и по сей день от правой кисти старца, положенной в особом ковчежце, постоянно ощущается тонкое благоухание, засвидетельствованное многими богомольцами.
10 января 2000 года по благословению патриарха Московского и всея Руси Алексия II архиепископом Псковским и Великолукским Евсевием в Крыпецком монастыре при огромном стечении народа было совершено торжественное богослужение с чином прославления преподобного Корнилия Крыпецкого в лике местночтимых святых.
3 февраля 2016 года решением Архиерейского собора Русской православной церкви был канонизирован для общецерковного почитания в числе других подвижников, которые почитались, но не были прославлены общецерковно.